# Ernst Philip Goldschmidt

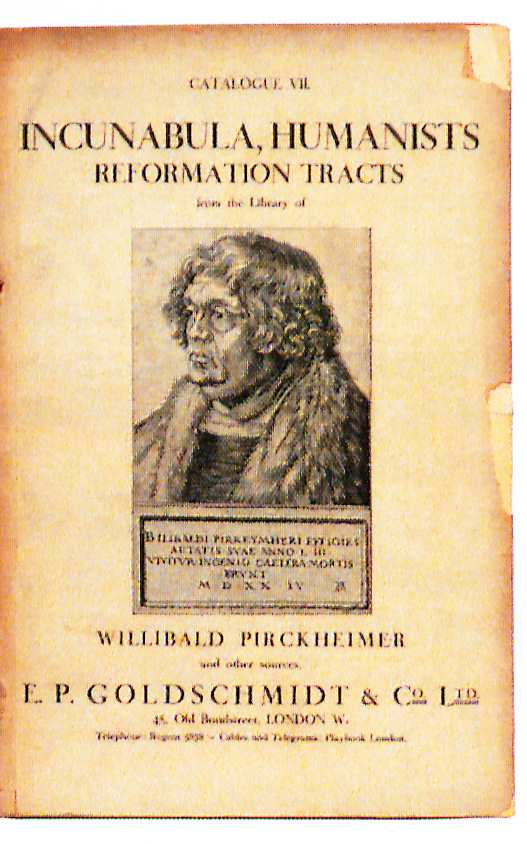
E. P. Goldschmidt & Co. Katalog 7, 1926

Ernst Philip Goldschmidt, eigentlich Ernst Moritz Goldschmidt (* 1. Dezember 1887 in Wien, Österreich-Ungarn; † 18. Februar 1954 in London) war ein niederländisch-britischer Buchantiquar und Bibliophiler.

## Leben
Ernst Philip Goldschmidt stammt aus der Bankiersfamilie Goldschmidt, sein Vater Philipp Heymann Goldschmidt (* 21. Juli 1839 in Amsterdam; † 22. Januar 1905 in Wien) war Niederländer und in Wien tätig, seine Mutter war Clara Edle von Portheim (* 14. Februar 1853 in Prag; † 31. Oktober 1932 in Wien), er hatte daher die niederländische Staatsbürgerschaft.
Nach dem Besuch des Gymnasiums in Wien studierte Goldschmidt ab 1905 am Trinity College in Cambridge. 1909 kehrte er nach Wien zurück und arbeitete zeitweise für Konrad Haebler am Gesamtkatalog der Wiegendrucke, den er auch mitfinanzierte. 1914 entschied er sich, gegen den Willen seiner Familie, Antiquariatsbuchhändler zu werden. 1919 wurde er Prokurist des Antiquariats Gilhofer und Ranschburg in Wien, 1920 zusammen mit Wilhelm H. Schab Gesellschafter, im September 1923 trat er als Gesellschafter aus.
1923 gründete Goldschmidt ein Antiquariat in London (E. P. Goldschmidt & Co., 45 New Bond Street), 1925 ging er ganz nach London. Von 1933 bis 1943 arbeitete er mit Ernst Weil zusammen, 1948 wurde Jacques Vellekoop (1929–2007) sein Assistent, der die Firma nach seinem Tode bis 1993 weiterführte.
Goldschmidt galt als „der gelehrteste Antiquar, den es je gab“.

## Veröffentlichungen (Auswahl)
- Seventy-five books from a library formed by E. Ph. Goldschmidt of Trinity College, Cambridge 1905–1909 Privately printed at the University Press for the collector, Cambridge 1909.
- Gothic and Renaissance Bookbindings exemplified and illustrated from the author’s collection. Ernst Benn Ltd., London 1928.
- Hieronymus Münzer und seine Bibliothek (= Studies of the Warburg Institute Band 4). Warburg Institute, London 1938.
- Medieval Texts and Their First Appearance in Print. Bibliographical Society, London 1943.
- The Printed Book of the Renaissance. Three Lectures on Type, Illustration, Ornament. Cambridge University Press, Cambridge 1950.
- The First Cambridge Press in Its European Setting. Cambridge University Press, Cambridge 1955.